# Los jueves, milagro
Los jueves, milagro es una película cómica española de 1957 y el quinto largometraje de Luis García Berlanga. Como otras películas de la época, sufrió la censura franquista.

## Argumento
Un pequeño pueblo español decide seguir el ejemplo de Fátima, Lourdes y otros lugares que han progresado gracias a las apariciones de carácter religioso, y sus "fuerzas vivas" deciden inventarse un milagro que promocione su balneario. Para ello cinco personajes del lugar (el alcalde, el maestro, el médico, el terraniente y el propietario del balneario) deciden hacer creer al pueblo en la aparición de un santo, con el fin de revitalizar las visitas al pueblo y la venta de las aguas termales del destartalado balneario. Una vez escogido uno de ellos para hacer de San Dimas, debido a su parecido con la figura del mismo santo del pueblo, logran engañar con un (desastroso) espectáculo de pirotecnia y luces a Mauro, el tonto del pueblo, de la realidad de la aparición. Al principio casi nadie cree las palabras de Mauro, pero cuando al jueves siguiente vuelven a montar el mismo espectáculo en presencia de una mujer especialmente piadosa del pueblo, mucha gente empieza a preguntarse si no habrá algo de verdad en el asunto. Al jueves siguiente el pueblo acude al terreno donde se habían realizado las anteriores apariciones, pero todo (música, luces y el propio "actor" encargado de hacer de San Dimas) falla espectacularmente y la gente vuelve a sus casas desencantada, excepto Mauro, que se queda esperando el milagro con los brazos extendidos.
Al poco tiempo aparece en el pueblo un personaje misterioso que parece estar al corriente de todas las maquinaciones urdidas por farsantes. El personaje, que se presenta a sí mismo como un mago, afirma ser capaz de llevar a buen término el fraude. Usando un espejo desde lo alto del campanario, ilumina "celestialmente" la figura de San Dimas. Luego convence al grupo de que se hagan pasar por enfermos y, con la complicidad del médico, finjan recuperarse al beber las aguas del balneario. Extrañamente, otros habitantes del pueblo se curan realmente bebiendo las aguas del manantial. Pronto se desata una verdadera fiebre por obtener agua del manantial milagroso. Cuando los falsarios se arrepienten y confiesan lo sucedido nadie les escucha, ya que todos están más ocupados en acudir al manantial en busca de un remedio para sus males. Finalmente acuden a la habitación donde se aloja el extranjero, pero lo único que encuentran es una carta en donde se dice que la figura de San Dimas del pueblo no se parece en nada a la realidad y  se adjunta una foto del verdadero San Dimas, que es el forastero misterioso.

## Producción
La idea original de la película surgió de unas supuestas apariciones de la Virgen en un pueblo de la provincia de Castellón llamado  Cuevas de Vinromá.
En un principio Berlanga iba a acabar la película con Mauro esperando un milagro que nunca se iba producir. Sin embargo, a mitad del proceso de escritura de guion, el productor que había contratado a Berlanga, Ángel Martínez, vendió la compañía a una empresa vinculada al Opus Dei, la cual no estaba muy de acuerdo con algunos aspectos de la película, por lo que la censura de la época sugirió otro final. El periodista Manuel Hidalgo señala que «se suprimieron y añadieron escenas, intervino otro director —Jorge Grau— en el rodaje de imágenes adicionales, se introdujeron cambios de diálogo en la mismísima sala de doblaje y el lioso desarrollo del proyecto culminó hace unos años en el descubrimiento por la Filmoteca Nacional de dos versiones distintas y acabadas de la película».
La censura solo dejó a Berlanga rodar la película si aceptaba las sugerencias de un sacerdote dominico, el padre Garau, a quien Berlanga describe como "encantador y simpatiquísimo, pero que naturalmente había sido designado por la censura". De hecho, Berlanga, solicitó al abogado Fernando Vizcaíno Casas que incluyeran al "reverendo Padre Garau" en los títulos de crédito junto a su propio nombre y el de Colino, pero no se consiguió.
El rodaje comenzó el 25 de junio de 1956 en los Estudios Chamartín y se prolongó durante quince semanas, hasta primeros de octubre del mismo año. Posteriormente se rodaron nuevas secuencias por orden de la Dirección General, que se filmaron a lo largo de siete días entre el 14 de marzo de 1957 y el 22 de octubre del mismo año.
La mayor parte de las escenas de la película se rodaron en el pueblo zaragozano de Alhama de Aragón. Otras escenas se filmaron en el pueblo de Bubierca y muchos habitantes son extras de la película.

## Censura
Las decisiones censoras y el devenir de la Administración franquista impactaron notablemente en la versión producida de esta película, que difiere a la original ideada por el cineasta. Berlanga tuvo bastantes desencuentros con la acción censora, que daba voz a la Iglesia Católica, y resignificó su filme de sátira a obra ferviente católica.El régimen censor franquista intervino tanto en la producción como en el proceso de posproducción (cortes de montaje, etc). En los años 80 del siglo pasado, la Filmoteca española comenzó un proyecto para recuperar dos versiones de la cinta. 
Según el expediente del Archivo General de la Administración, el comité de censura prohibió en 1956 la primera versión del guion por mostrar un milagro falso. Aunque reconoce la calidad y la maestría del uso de los recursos cinematográficos, el censor Manuel Villares considera que no debería autorizarse el rodaje, ya que "se puede inducir a error al público al llevar a su ánimo de duda de que las verdaderas apariciones pueden ser fruto de una superchería". Además, propone reformar el personaje de Martino y eliminar frases y situaciones de la misma. De modo similar, el segundo censor considera que la película "será perjudicial para nuestras masas [porque] sus protagonistas tratan de demostrar que todo es farsa".A fin de pasar la censura, la productora convierte la trama del milagro en un sueño de don Ramón, lo que provoca la aprobación censora.
El estudio comparado de ambas versiones de la cinta muestra de qué modo la censura intervino para que no se ofreciera una imagen perjudicial de la Iglesia. A este fin eliminaron varias partes del guion como los milagros falsos, el uso de la oración en vano y una caracterización poco benevolente del sacerdote.

## Recepción

### Taquilla
La película se estrenó el 2 de febrero de 1959 en el cine Capitol de Madrid. Permaneció diez días en cartel, recaudó 9.075 pesetas y tuvo 236 espectadores, siendo el mayor fracaso en taquilla de Berlanga.

### Crítica
La intervención de tantas manos en el desarrollo de la película hizo que tuviera un mensaje lo suficientemente ambiguo como para suscitar críticas entre los sectores más tradicionales y también los más izquierdistas de la sociedad. Hoy día, sin embargo, está considerada como un clásico del cine español.

### Premios
Berlanga recibió la medalla del Círculo de Escritores Cinematográficos al mejor argumento original.
La resignificación censora de película de sátira a cine de ferviente religiosidad llevó a la cinta a conseguir el premio del Festival de Cine Católico de Valladolid en 1958.

## Reparto
| Intérprete               | Personaje                    |
| ------------------------ | ---------------------------- |
| Richard Basehart         | Martino                      |
| José Isbert              | Don José                     |
| Paolo Stoppa             | Don Salvador                 |
| Juan Calvo               | Don Antonio Guajardo Fontana |
| Alberto Romea            | Don Ramón                    |
| Félix Fernández          | Don Evaristo                 |
| Manuel de Juan           | Don Manuel                   |
| Guadalupe Muñoz Sampedro | Doña Paquita                 |
| Manuel Alexandre         | Mauro                        |
| José Luis López Vázquez  | Don Fidel                    |
| Luigi Tosi               | Hombre 1º                    |
| Nicolás D. Perchicot     | Eugenio                      |
| Mariano Ozores Francés   | Don Arturo                   |
| María Gámez              | Doña Rosaura                 |
| Julia Delgado Caro       | Doña Eva                     |
| Félix Briones            | Matías                       |
| Josefina Bejarano        | Doña Margarita               |
| Concha López Silva       | Carmela                      |
| Paz Robles               | Doña Concha                  |
| José Montero Ríos        | Obispo                       |
| Pedro Beltrán            | Sacristán                    |
| Paquito Amor             | Muchacho con muletas         |
| Luis Varela              | Luis                         |
| Jesús Rodríguez          | Niño de la escuela           |
| Vicente Llosa            | Hombre del pueblo            |
| Manuel Aguilera          | Trabajador                   |
| Julio F. Alymán          | Don Evaristo                 |
| Francisco Arenzana       | Martino                      |
| José Casín               | Eugenio                      |
| Juan Córdoba             | Don Manuel                   |
| Rafael de Penagos        | Narrador (versión teatral)   |
| Antonio García Quijada   | Don Fidel                    |
| Teófilo Martínez         | Don Salvador                 |